# Валеријано (Ла Специја)
Валеријано је насеље у Италији у округу Ла Специја, региону Лигурија.
Према процени из 2011. у насељу је живело 307 становника. Насеље се налази на надморској висини од 245 м.